# The Last Shot (1926)
The Last Shot is een Engelse film uit 1926, geregisseerd door Charles Barnett.

## Rolverdeling
| Acteur          | Personage |
| --------------- | --------- |
| Napier Barry    |           |
| David Hawthorne |           |
| Edward Sorley   |           |
| Betty Faire     |           |
| Dennis Wyndham  |           |